# Mausolée de Cucuron
Le mausolée de Cucuron fut découvert, en 1970, lors de fouilles menées au quartier de Pourrières situé au nord-est du village. Sa construction et son utilisation vont du Ier siècle av. J.-C. au Ier siècle de notre ère. Il est le témoin de la rapide assimilation de la population locale et de la puissance économique prise par les grandes familles gallo-romaines dans la Gaule narbonnaise. Le résultat de ses fouilles est exposé au musée Marc Deydier de Cucuron.

## Signification et importance du mausolée

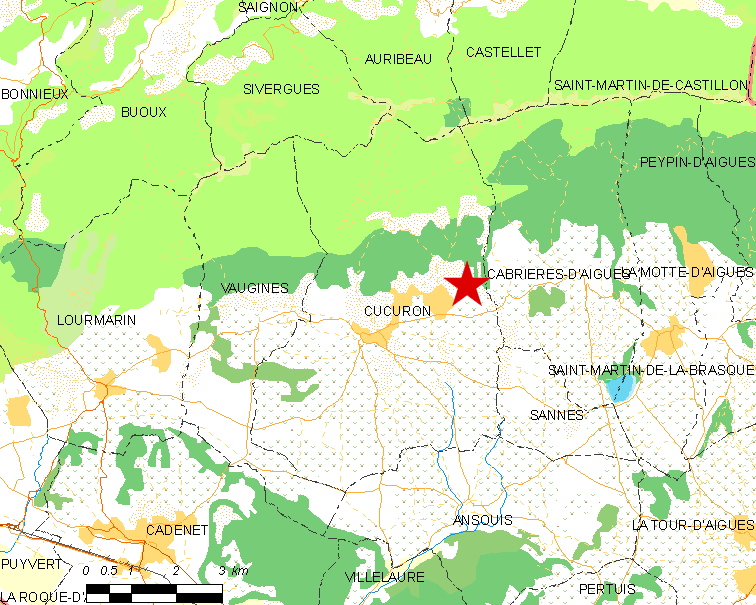
Emplacement du mausolée de Pourrières

Le mausolée était situé au nord-est de Cucuron, dans le quartier de Pourrières. Le résultat des fouilles entreprises est déposé au musée Marc Deydier de Cucuron. 
La colonisation romaine offrit à la fois des terres aux conquérants sur lesquelles des domaines campagnards prospères virent le jour, mais favorisa aussi l'assimilation rapide d'une certaine partie de la population locale. Cette politique vit la mise en place d'une aristocratie dans le pagus aptentsis et le pagus aquensis (cités d'Apt et d'Aix). Ces nouveaux patriciens ressentirent le besoin « de dominer physiquement l’espace dans la campagne, de créer une présence physique qui domine le paysage par le positionnement des villas, des mausolées et des lieux de culte. ».
Sur leurs domaines, les mausolées ont eu pour rôle de signaler le pouvoir de ces nouvelles élites sur les terres et les personnes. Sur le piémont sud du massif du Luberon celui de Cucuron reste le plus impressionnant.

## Première construction
La première des trois étapes de l'édification du mausolée est signalée par une stèle anépigraphe datée du Ier siècle avant notre ère. Ses vestiges ont montré qu'elle était composée par un cartouche en creux souligné par deux pieds gravés en relief. Des stèles identiques sont connues et ont été datées du deuxième âge du fer comme celles de Cadenet, de Saint-Saturnin-lès-Apt, et près d'Apt, celles du site de Perréal et des Tourettes. La stèle de Cucuron semble avoir été érigée sur un petit tertre destiné à signaler l'emplacement d'une tombe. 

## Seconde construction
À la suite de la colonisation romaine, le tertre et la stèle furent englobés dans une nouvelle construction. C'était « un bâti à peu près circulaire d’un diamètre de 7 m, interrompu par un pan coupé long de 4,50 m contre lequel s’appuyait, à l’extérieur, un autel monumental haut de 1,80 m et large de 1,70 pour une profondeur de 1,40. Le pan coupé était orné de trois pilastres et décoré, à ses extrémités hautes, de deux monstres ou tarasques ». Il est à souligner que cette construction était aveugle et réalisée en grand appareil. 
Le mausolée, correspondant à la fin de cette période, englobait la tombe primitive et sa stèle ainsi que trois autres tombes à incinération, qui appartenaient certainement à la famille du premier défunt, tige de cette lignée. Le mobilier de l’une de ces tombes était constitué d’une urne en verre abritant des cendres et des fragments d’os ainsi que des vestiges d’un lit funéraire, composés de 4 000 fragments d'os sculptés. Ils formaient le décor du lit funéraire qui a été reconstitué partiellement. « Ce riche décor associait des thèmes végétaux et dionysiaques à des thèmes nilotiques et militaires. ».  Ce lit a été daté de la fin du Ier siècle avant notre ère ou du début du Ier siècle de notre ère.

## Troisième construction
|  |  |

Dans le demi-siècle qui suivit, la fortune de la lignée continuant à s’accroître, il fut construit une enceinte quadrangulaire d’une dizaine de mètres de côté. Elle engloba l'ensemble des tombes sauf l’autel qui resta à l'extérieur. Dans un coin de l'enceinte fut édifié un petit monument dont les coins furent ornés de masques acrotères. Ces têtes sculptées furent placées à même la corniche surplombant ses murs, en avant du toit. Ces sculptures ont été datées de la deuxième moitié du Ier siècle de notre ère. Les archéologues ont déterminé qu'il s’agirait d’un colombarium, bâtiment antique destiné à abriter les urnes funéraires contenant les cendres des défunts.

## Une grande famille gallo-romaine
Le mausolée des Pourrières est le témoin de « l’ascension d’une famille d’origine indigène, vraisemblablement une famille de dynastes bien intégrée au processus de romanisation de la Provincia, qui se lirait ici à travers quatre ou cinq générations. ». Cette grande famille d'origine gallo-romaine a été identifiée grâce à une dédicace de marbre des pagani (paysans) à leur patronne, Petronia, où l'on lit Pagan[i --] Petroniae. Ce mausolée, comme beaucoup, a donc permis de préserver, pour la postérité, un nom de famille, celui de la gens Petronia.